# 拓跋脩
拓跋 脩（たくばつ しゅう、生年不詳 - 416年）は、北魏の皇族。河間王。

## 経歴
道武帝の子として生まれた。407年（天賜4年）2月、河間王に封じられた。416年（泰常元年）4月、死去した。
子がなく、太武帝のときに河南王拓跋曜の子の拓跋羯児が河間王位を嗣ぎ、後に略陽王に改封された。

## 伝記資料
- 『魏書』巻16 列伝第4
- 『北史』巻16 列伝第4